# Paznicul muntelui de aur
Paznicul muntelui de aur (în engleză Firewalker) este un film din 1986 regizat de J. Lee Thompson. Rolurile principale au fost interpretate de actorii Chuck Norris, Louis Gossett, Jr., Will Sampson și Melody Anderson.

## Prezentare
Max Donigan și Leo Porter sunt doi vânători de comori „experimentați” ale căror aventuri rareori au ca rezultat vreun succes notabil. După ce în ultima perioadă totul le-a mers prost, sunt recrutați de o femeie aparent cu probleme psihice, Patricia Goodwin, care deține o hartă cu o comoară. Ea îi convinge că harta duce la un templu cu o cantitate uriașă de aur aparținând indienilor. Apoi le spune că altcineva sau altceva caută harta: un ciclop roșu.
Harta îi conduce la o peșteră dintr-o rezervație locală de nativi americani. Patricia îi avertizează că în peșteră se află „bătrâni, adormiți”; ei descoperă mai târziu o groapă comună plină cu schelete. Ei găsesc o cască a unui conchistador spaniol și o pictură murală care înfățișează artă aztecă și mayașă, cu o dată anacronică din 1527. În timp ce Leo studiază pictura murală, Max găsește un pumnal decorat cu un rubin ascuns în interiorul unui craniu. Ei sunt prinși în ambuscadă în interiorul peșterii de un grup mic de oameni, iar Patricia este luată de unul dintre ei. După ce au ucis atacatorii, Max și Leo se confruntă cu răpitorul; văzând pumnalul, țipă și se aruncă într-o groapă.
În timp ce discută despre originea pumnalului într-un bar local, Max, Leo și Patricia aud de la barman despre El Coyote: un localnic despre care se crede că descinde din azteci și, de asemenea, se întâmplă să fie un bărbat cu un singur ochi, cu un petic pe celălalt ochi. Barmanul îi îndrumă și către Vulturul Înalt, un nativ american local. El le spune că Firewalker a fost o ființă puternică care a zburat până în focul Soarelui și îi dă Patriciei o punguță de „magie” pentru a o proteja. În timp ce încearcă să-și dea seama unde să meargă în continuare, Patricia aruncă cu pumnalul într-o hartă, apoi leșină, pumnalul indică pe hartă San Miguel. Max este mai târziu drogat de o femeie; El Coyote scandează în timp ce ține un șarpe controlând aparent femeia care încearcă să-l ucidă pe Max. Un vultur înalt care cântă o face pe Patricia să se trezească brusc și să se grăbească în apărarea lui Max; ea și Leo o opresc pe femeie să-l ucidă pe Max. O capturează, dar ea dispare misterios peste noapte: un șarpe apare în celula ei.
Cei trei călătoresc la San Miguel și fac schimb pentru informații. Un bărbat pe nume Boggs îi direcționează către o cunoștință dintr-un sat numit Chajal; mai târziu se dezvăluie că Boggs a lucrat pentru El Coyote și este ucis de acesta. Îmbrăcați ca preoți și călugăriță pentru a nu fi prinși, cei trei ajung în Chajal care este complet pustiu. Miliția locală îi alungă pe jos în junglă; ei scapă și își fac tabăra pentru noapte. Ei sunt găsiți dimineața de un prieten de-al lui Max: Corky Taylor, liderul unui grup mic de luptători pentru libertate din America Centrală, care le oferă un autovehicul pentru a-și termina călătoria. Când se opresc în noaptea viitoare, lângă un râu, Leo dispare; Patricia și Max îl cred mort când găsesc sânge și ochelarii săi pe malul râului plin de aligatori.
A doua zi dimineață, Patricia și Max găsesc templul pe care l-au căutat. Înăuntru, îl găsesc pe Leo în viață, atârnând de o frânghie, împreună cu El Coyote, care l-a prins. El cere pumnalul în schimbul lui Leo, susținând că nu are nevoie de cei trei. După ce i-a sugerat că Patricia poate fi liberă, ea pleacă și ajunge să fie prinsă într-un pasaj. El Coyote râde și explică că îi va ucide și o va sacrifica pe Patricia pentru a-i liniști pe zei și a deveni el însuși Firewalker. Max aruncă cu pumnalul în El Coyote pentru a-l ucide, dar acesta îl prinde și părăsește incinta. Max îl salvează pe Leo în timp ce El Coyote se pregătește s-o omoare pe Patricia. Ei ajung la ea exact la timp; Max îl împușcă pe El Coyote în piept, aparent ucigându-l. Patricia găsește aurul punând pumnalul într-o fantă de pe altar, deschizând astfel o cameră secretă de sub altar. După ce au strâns aurul, El Coyote îi atacă din nou. Patricia îl înjunghie în spate cu pumnalul exact când se pregătește să-l omoare pe Max. El Coyote fiind rănit, Max este capabil să riposteze, lovindu-l cu piciorul de altar. Patricia îl stropește apoi cu punguța magică pe corpul lui El Coyote; acesta ia foc în timp ce cei trei părăsesc templul cu aurul. În final aceștia culeg roadele călătoriei lor de succes.

## Distribuție
- Chuck Norris - Max Donigan
- Louis Gossett Jr. - Leo Porter
- Melody Anderson - Patricia Goodwin
- Will Sampson - Tall Eagle
- Sonny Landham - "El Coyote"
- John Rhys-Davies - "Corky" Taylor
- Ian Abercrombie - Boggs
- Richard Lee-Sung - Generalul chinez
- Zaide Silvia Gutiérrez - amerindiană
- Álvaro Carcaño - Willie
- John Hazelwood - Tubbs
- Dale Payne - Pilot
- Kevin Zinter - Co-Pilot
- Mário Arévalo - Conducătorul gherilei
- Miguel Ángel Fuentes - Marele Om (ca Miguel Fuentes)

## Producție
Chuck Norris a vrut să scrie un film de comedie și i-a fost recomandat scriitorului Robert Gosnell. Gosnell a scris anterior Firewalker și i-a arătat lucrarea lui Norris, care a decis să o producă în loc de o comedie.
Filmul a fost prima comedie a lui Norris, deși era încă un film de acțiune. A fost descris ca „doi băieți, o fată și un jeep pe drumul către o comoară aztecă pierdută”.

## Primire
Filmul a fost unul dintre cele mai puternice filme ale grupului Cannon la box office în 1986. Cu toate acestea, a fost o relativă dezamăgire în comparație cu alte filme ale lui Norris, câștigând puțin peste 10 milioane de dolari americani. În cele din urmă, a fost considerat un eșec. La scurt timp după aceea, Cannon a intrat în incapacitate de plată și a început lichidarea sa judiciară.